# Historia et Commentationes Academiae Electoralis Scientiarum et Elegantiorum Literarum Theodoro-Palatinae
Historia et Commentationes Academiae Electoralis Scientiarum et Elegantiorum Literarum Theodoro-Palatinae (abreviado Hist. & Commentat. Acad. Elect. Sci. Theod.-Palat.) es un libro con ilustraciones y descripciones botánicas que fue escrito por el botánico, médico y naturalista alemán Friedrich Kasimir Medikus y publicado en 7 volúmenes en Mannheim en los años 1766-1794.